# Slalom (ski)

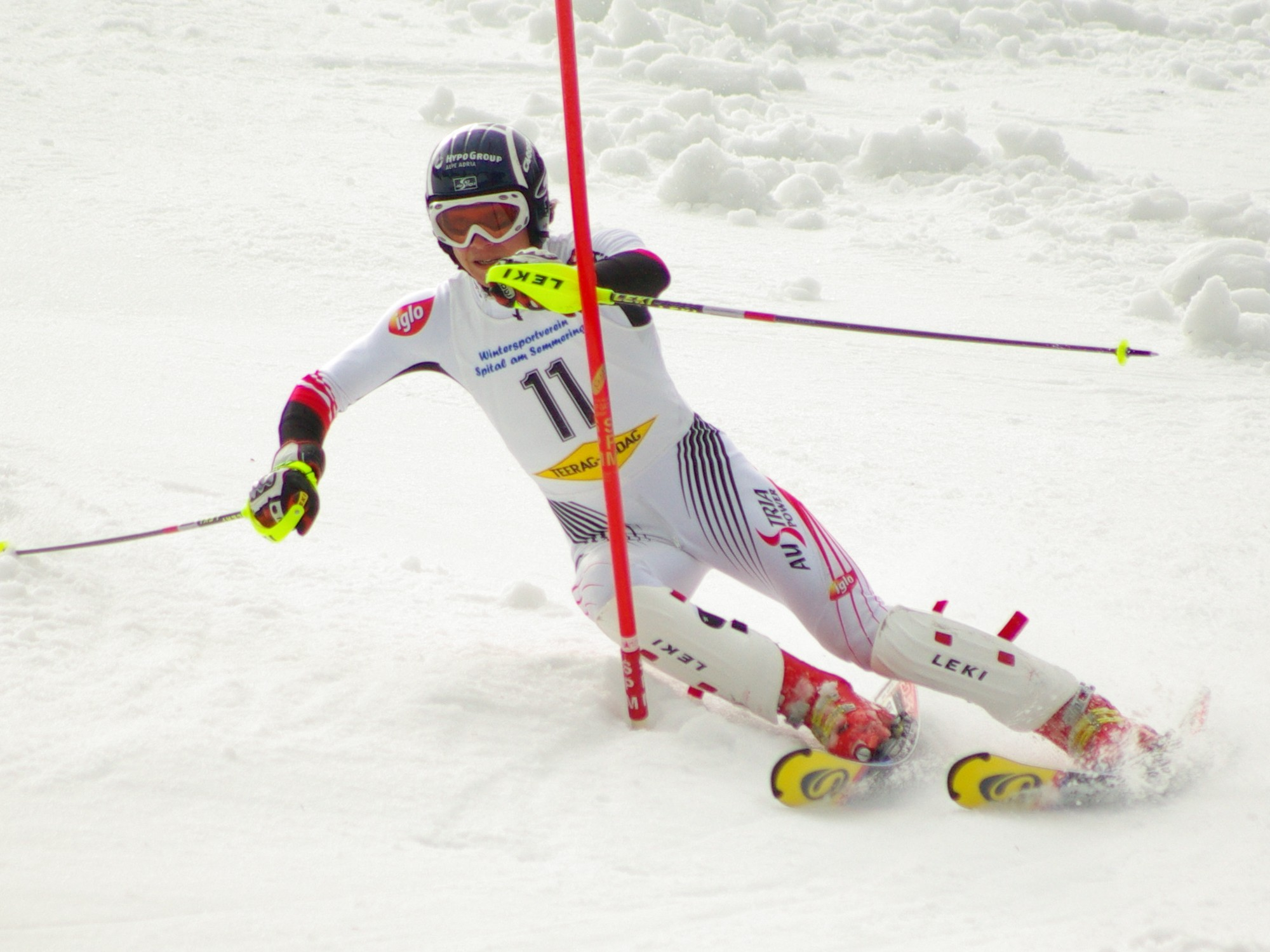
Slalomskiër

De slalom is een soort race in het alpineskiën. Het is een wedstrijd op tijd, waarbij de skiër een door kunstmatige hindernissen (poorten / palen) verzwaard parcours moet afleggen. De slalom vereist grote technische skivaardigheid en een goed ontwikkeld reactievermogen. 

## Karakteristieken
Hoogteverschil: minimum 120 meter en maximum 200 meter voor dames en 140 - 220 meter voor de heren. 
- Voor de World Cup is er voor de heren een minimum van 180 meter hoogteverschil.
- Voor de kinderraces benjamins (CH-I) is het maximum 120 meter, voor miniemen (CH-II) is het maximum 160 meter.

## Poorten
Het aantal poorten is bepaald,
- In de World Cup (ook Olympische Spelen en wereldkampioenschappen)
  - voor de heren tussen 55-75 richtingsveranderingen (afwijking ±3)
  - voor dames tussen 45-65 richtingsveranderingen (afwijking ±3)

- In FIS races en continental cup
  - Heren: tussen 55 - 75 poorten (afwijking ±3), (45 poorten indien hoogteverschil minder dan 140 meter)
  - Dames tussen 45-65 poorten (afwijking ±3)
  - Miniemen (CH II, 13-15 jaar): minimum 38, maximum 50 poorten
  - Benjamins (CH I, 11-14 jaar): minimum 32, maximum 40 poorten

Let hierbij op het onderscheid tussen de concepten die in die regels gehanteerd worden: "het aantal effectieve richtingsveranderingen" en "het aantal poorten".

### Uitzicht van een poort
Een slalompoort bestaat uit twee stokken van dezelfde kleur, deze zijn alternerend blauw of rood. De poorten zijn minimaal vier en maximaal zes meter breed, de stokken waar de skiër omheen moet draaien staan minimaal 0,75 meter en maximaal 15 meter uit elkaar.

### Soorten poorten
- De open gate is de poort waar de palen dwars staan op de vallijn van de piste (horizontaal).
- De closed gate is de poort waarvan de palen in de langsrichting langs de vallijn van de piste staan (verticaal).

- De poort met richtingsverandering dwingt de racer zijn richting te veranderen naar de volgende poort.
- De poort zonder richtingsverandering dwingt de racer boven of onder een bepaalde plek door te skiën naar de volgende poort.

## Het tracé
Het tracé moet een vloeiende lijn hebben die stukken in de vallijn en laterale verplaatsingen afwisselt. Er mogen dus geen bochten worden gezet die een racer tot stilstand brengen of die acrobatische stunts vereisen om de bochten te nemen, het is de bedoeling bochten met afwisselende radii te combineren. 
Een tracé bestaat uit open (horizontale - haaks op de vallijn) en gesloten (verticale) poorten. In een slalom voor volwassenen moeten minimaal 1 en maximaal 3 combinaties van 2 of 3 opeenvolgende verticale poorten en 3 zogenoemde hairpins (2 opeenvolgende verticale poorten) staan. Voor Benjamins (CH I) maximaal 2 hairpins en 1 combinatie van 3 poorten en voor Miniemen (CH II) 3 hairpins en 2 combinaties van 2- of maximaal 3-voudige verticale poorten (bovendien mogen de palen voor kinderen slechts een diameter tussen 25 en 29mm hebben, de zogenoemde lichte palen). Omdat bij een combinatie van verticale poorten het mogelijk is om de poort geldig te kruisen in beide richtingen (van links naar rechts of van rechts naar links), zal de traceur het opzetten van het tracé gewoonlijk na de combinatie van verticale poorten een zogenoemde exitpoort zetten. Hierdoor is er slechts 1 efficiëntste manier om de combinatie aan te vatten.  
In het tracé mogen poorten worden opgenomen die geen richtingsverandering veroorzaken maar de racer dwingen een lager of hoger tracé aan te nemen.
Een poort is correct genomen indien de beide voeten (midden van de zolen) van de racer de denkbeeldige lijn tussen de beide palen van een poort hebben overschreden (gekruist). Deze regel is vooral in slalom belangrijk omdat racers de palen voor zich uit opzijduwen (met de hand en met het onderbeen), de binnenste voet die minder steun biedt dan de buitenste kan daardoor over het gat van de paal passeren. Deze beweging (kappen) staat gelijk met het passeren van de poort met de paal tussen de benen (chevaucher). 
De richting waarin de poort wordt genomen speelt geen enkele rol noch het aantal keren dat de denkbeeldige lijn wordt overschreden.
Piste: de piste voor deze race is ongeveer 40 meter breed (hoewel daar plaatselijk mag van afgeweken worden). De gemiddelde hellingsgraad moet tussen 33 en 45% liggen hoewel die plaatselijk minder dan 33% en op op korte stukken meer dan 52% kan zijn.
De race wordt steeds in 2 manches gereden, en het tracé van de 2e manche moet aangepast of verplaatst worden (om de negatieve effecten van erosie te vermijden). Het gelijktijdig starten met 2 groepen op 2 parallelle tracés is niet toegestaan.
In World Cup races, komen enkel de eerste 30 racers na de eerste manche in aanmerking voor de 2e manche.
In de Europacup-races komen enkel de eerste 60 racers na de eerste manche in aanmerking voor de 2e manche.